# 圣地亚哥-迪菲盖罗
圣地亚哥-迪菲盖罗是葡萄牙波尔图区的一个堂区。总面积4.07平方公里，总人口2986人，人口密度733.7人/平方公里。